# 塞克斯图斯·尤利乌斯·阿非利加努斯
塞克斯图斯·尤利乌斯·阿非利加努斯（英語：Sextus Julius Africanus； 希臘語 Σέξτος Ἰούλιος ὁ Ἀφρικανός 或 ὁ Λίβυς；約160年或170年—240年）是一個生活在公元二世纪到公元三世纪左右的基督徒和历史学家。他之所以重要，主要是因為他對尤西比烏斯和所有後來教父中的教會歷史作家，以及整個希臘編年史家都有影響，做出了很大的贡献。

## 简介
《苏达辞书》指出阿非利加努斯是一位利比亚哲學家；海因里希·盖尔泽認為他擁有羅馬和埃塞俄比亞血統；阿非利加努斯则称自己是耶路撒冷人。有學者認為耶路撒冷是他的出生地，並指出阿非利加努斯住在鄰近的以馬忤斯。他的编年史表明他对以色列的地形很熟悉。
阿非利加努斯的生活鮮為人知，所有日期都不確定。傳統上認為他曾被戈尔迪安三世（238年–244年在位）及亚历山大·塞维鲁（222年–235年在位）管治，他似乎亦認識阿布加爾八世（176年–213年在位)说明他的卒年比这些君主要晚。阿非利加努斯可能於 195 年在塞普蒂米烏斯·西弗勒斯手下對抗奧斯羅尼亞人。他前往塞弗勒斯·亞歷山大皇帝的大使館，要求恢復已淪為廢墟的以馬忤斯。他的使命成功了，從此以馬忤斯從此被稱為尼科波利斯。
阿非利加努斯曾往希臘和羅馬。他被當時教理學校的名聲所吸引，並在 215 年左右亦前往亞歷山大學習。他懂希臘語（作寫作語言）、拉丁語和希伯來語。他曾是一名士兵，亦曾是異教徒，最後他以基督徒的身份寫下了他所有的作品。
阿非利加努斯是外行人還是神職人員至今仍然存在爭議。路易-塞巴斯蒂安從阿非利加努斯稱神父俄利根為“親愛的兄弟”中辯稱，阿非利加努斯本人一定是神父，但盖尔泽指出這樣的論點是不確定的。

## 著作
阿非利加努斯寫了《Chronographiai》，這是一部五卷本的世界歷史。這部作品涵蓋了從創造到公元 221 年的時期。他將創造和耶穌之間的時期計算為 5500 年，將「道成肉身」置於 AM 5501 的第一天（我們現代的公元前 1 年 3 月 25 日）。這個日期暗示耶穌的誕生是在12月。這種推算方法導致幾個不同的「創造時代」（Creation eras）在希臘東部和地中海分別被使用，然而，這些時代都將「創造」置於公元前 5500 年的十年之內。
以護教為目的的《The History》已不復存在。但在尤西比烏斯編年史中可以找到大量《The History》的摘錄，尤西比烏斯廣泛使用阿非利加努斯所寫的《The History》來編制早期的主教名單。尤西比烏斯曾寫信給一位阿里斯蒂德（Aristides），信內亦摘錄了《The History》，通過引用猶太人的列維拉婚姻法（Levirate marriage）（該法律迫使一個男人與沒有後代就死了兄弟的寡婦結婚）來調和馬太和路加在基督家譜中的明顯差異。他寫給奧利金的簡短而中肯的信中，質疑列於《但以理書》後的《蘇撒拿傳》，講述蘇撒拿故事的部分的權威性，以及奧利金的冗長回答，都現存。
另一部阿非利加努斯的著作《Kestoi》是關於農業、自然歷史、軍事科學等的百科全書。此書因其世俗且經常輕信的性質而受到爭議。奧古斯特·尼安德（August Neander）認為它是非利加努斯在他獻身於宗教之前寫的。《Kestoi》的片段在 Oxyrhynchus papyri 中被發現了。根據《新沙夫-赫爾佐格宗教知識百科全書》，《Kestoi》「似乎旨在作為一種具有相關數學和技術分支的材料科學百科全書，但其中包含大部分只是好奇、瑣碎或神奇的事情 」。

## 摩西的驗證
除了主要是由尤西比烏斯和喬治烏斯·辛塞勒斯保存的碎片外，這部作品無法倖存。阿非利加努斯則保留了伊利烏姆的波勒蒙的作品：《雅典希臘歷史》的片段。當中包括：
片段 13：來自 Georgius Syncellus，Chron.，第三本書。在 Euseb., Præpar., X. 40:
6. 那麼，從摩西到第一屆奧林匹克運動會有 1020 年，至於第 55 屆奧林匹克運動會的第一年也是 1237 年，其中希臘人的計算與我們一致。
[...] 
Polemo，例如，在他的希臘歷史的第一本書中說：在阿皮斯（Apis）（阿皮斯（Argos）國王，佛羅涅斯（Phoroneus）的兒子）的時代，埃及軍隊的一個部隊離開埃及，定居在巴勒斯坦稱為敘利亞，離阿拉伯不遠：這些顯然是與摩西在一起的人。

## 引用資料
1. ↑  Gelzer 1898, pp. 4f.
2. ↑  "Martin Wallraff (ed.), Iulius Africanus: Chronographiae. The Extant Fragments, reviewed by Hagith Sivan (Bryn Mawr Classical Review)". Bryn Mawr Classical Review.
3. ↑  Gelzer 1898, p. 10.
4. ↑  Gelzer 1898, p. 11.
5. ↑  Louis-Sébastien Le Nain de Tillemont, Mémoires pour servir à l'histoire ecclésiastique, III, Paris, 1693, 254
6. ↑  Gelzer 1898, p. 9.
7. ↑  Vernance Grumel; Paul Lemerle (1958). La chronologie. Traité d'études byzantines. Paris: Presses universitaires de France. "...the number of 5500 years as the period up to the advent of the Word of salvation, that was announced to the world in the time of the sway of the Cæsars" (Africanus, Chronology 1).
8. ↑  Reading in the Byzantine Empire and beyond. Shawcross, Clare Teresa M., 1975-, Toth, Ida, 1968-. Cambridge, United Kingdom. p. 252. ISBN 9781108307901. OCLC 1050360793.
9. ↑  Chisholm 1911 cites: Hist. Ecc. i. 7; vi. 31
10. ↑  Chisholm 1911.
11. ↑  Chisholm 1911 cites: Grenfell and Hunt, iii. 36 ff.
12. ↑  Colavito, Jason. "The Chronography: Sextus Julius Africanus after 221 CE trans. in the Ante-Nicene Christian Library 1869". JasonColavito.com. Jason Colavito. Retrieved 3 June 2015.
13. ↑  Grotius, Hugo; John CLARKE (Dean of Salisbury.) (1809). The Truth of the Christian Religion ... Corrected and illustrated with notes by Mr. Le Clerc. To which is added, a seventh book, concerning this question, What Christian church we ought to join ourselves to? By the said Mr. Le Clerc. The ninth edition, with additions. Particularly one whole book of Mr. Le Clerc's against indifference of what religion a man is of. Done into English by John Clarke